# Ian Hamilton Finlay
Ian Hamilton Finlay (Nassau (Bahames), 28 d'octubre de 1925 - Edimburg (Escòcia), 27 de març de 2006) va ser un poeta, jardiner i escultor escocès.

## Biografia

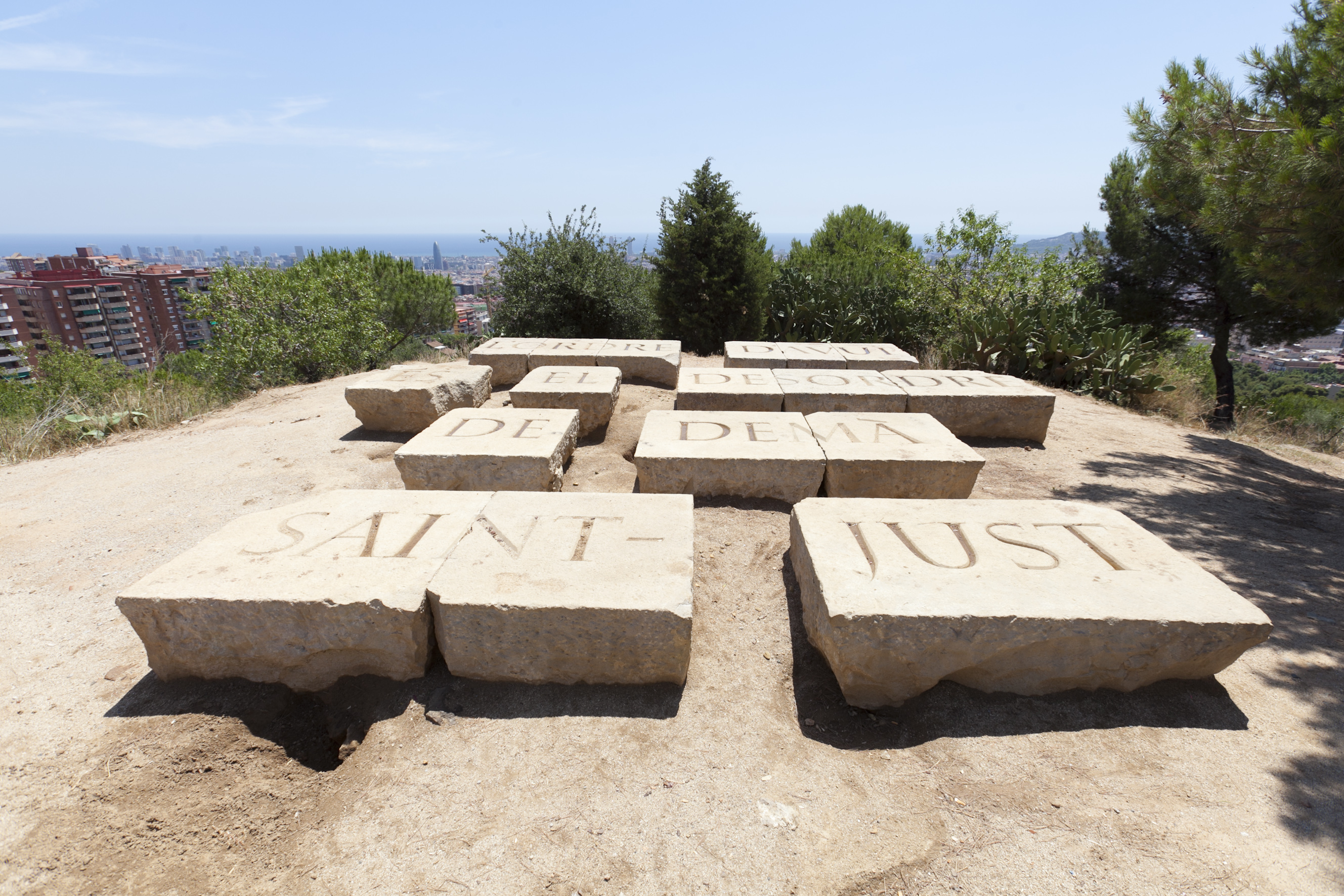
L'ordre d'avui és el desordre de demà, al Parc del Carmel

Finlay va néixer a Nassau (Bahames), fill de pares escocesos. Va ser educat en la Dollar Academy a Dollar (Escòcia). Als 13 anys, a causa de l'inici de la Segona Guerra Mundial, va ser evacuat a les illes Òrcades. Al 1942, es va unir a l'Exèrcit Britànic.
Al final de la guerra, Finlay va treballar com a pastor, abans de començar a escriure contes i poemes. Finlay va publicar diversos llibres, incloent The Sea Bed and Other Stories (1958) i The Dancers Inherit the Party (1960). A més, va escriure diverses obres teatrals curtes, algunes de les quals van ser transmeses per la BBC.
El 1963, Finlay va publicar Rapel, la seva primera col·lecció de cal·ligrames. Aquesta obra va ser publicada gairebé íntegrament per la seva pròpia editorial, Wild Hawthorn Press.
Així mateix, Finlay va començar a inscriure els seus poemes en pedres i les col·locava a l'aire lliure. Aquest tipus d'ambients van ser usats extensivament en el seu jardí Little Sparta a les Pentland Hills, prop d'Edimburg, on vivia. Aquest jardí, amb una àrea de cinc acres, també inclou escultures convencionals i petits temples. En una enquesta duta a terme pel diari Scotland on Sunday el 2004, cinquanta artistes professionals van triar a Little Sparta com el treball artístic més important d'Escòcia, vencent a la Glasgow School of Art i a la pintura The Skating Minister. L'historiador britànic Sir Roy Strong ha dit que Little Sparta és "l'únic jardí realment original fet al país des de 1945".
Finlay va usar diversos temes recurrents en les seves obres, incloent referències els escriptors clàssics (especialment Virgili), a la pesca i al mar, així com un interès especial en la Revolució Francesa i la Segona Guerra Mundial.
Finlay va rebre nombrosos reconeixements pel seu treball. El 1985, va estar nominat al Premi Turner. Així mateix, va rebre els doctorats honoraris de la Universitat d'Aberdeen (1987), la Universitat Heriot-Watt (1993) i la Universitat de Glasgow i va ser professor honorari de la Universitat de Dundee el 1999. El 2002, va rebre la Scottish Horticultural Medal de la Royal Caledonian Horticultural Society i, el 2003, va ser guardonat amb el Creative Scotland Award de la Scottish Arts Council. El 2002, Finlay va ser nomenat comendador de l'Ordre de l'Imperi Britànic.
Finlay va estar casat en dues ocasions i va tenir dos fills. Va morir a Edimburg en 2006, als 80 anys.